# (5883) Josephblack
(5883) Josephblack  es un asteroide perteneciente al cinturón de asteroides, descubierto el 6 de noviembre de 1993 por Robert H. McNaught desde el Observatorio de Siding Spring, en Australia.

## Designación y nombre
Josephblack se designó inicialmente como 1993 VM5.
Más adelante fue nombrado en honor al médico escocés Joseph Black (1728-1799).

## Características orbitales
Josephblack orbita a una distancia media del Sol de 3,1683 ua, pudiendo acercarse hasta 2,6230 ua y alejarse hasta 3,7136 ua. Tiene una excentricidad de 0,1721 y una inclinación orbital de 17,5055° grados. Emplea en completar una órbita alrededor del Sol 2059 días.

## Características físicas
Su magnitud absoluta es 11,9. Tiene 21,092 km de diámetro. Su albedo se estima en 0,036.